# Prodleva (hudba)
Prodleva v hudbě označuje delší dobu držený tón nebo souzvuk. Nejčastěji se vyskytuje v basu. Pokud prodleva trvá po celou dobu skladby, bývá někdy označována jako bourdon nebo drone (droun, drón, dróna).
V Evropě využívala hudba bourdonové prodlevy v předpolyfonním období. S rozvojem polyfonie, kontrapunktu a harmonie používání prodlevy jako harmonického základu prakticky zaniklo. Zachovalo se v některé hudbě lidové. Známá je např. dudácká prodleva – základní tón nebo kvinta, kterou na dudách vytváří jedna nebo několik píšťal, zvaných „bručák“ nebo „huk“.
Drone se často objevuje např. v hudbě skotské, japonské či australské. Typický je pro hudbu indickou, která nevyužívá harmonii v evropském smyslu, tedy střídání akordů. Drone, který hrává nejčastěji tampura nebo shruti box, je základem, k němuž je vztahována modální melodie.
Dlouhé trvání skladeb a statická harmonie má na mnohé posluchače uklidňující, harmonizující působení. Tato hudba se proto používá jako prostředek léčby nebo součást různých duchovních technik.
Hudba založená na využití prodlevy se v evropské hudbě znovu objevila ve 20. století v minimalismu, rocku, alternativní i elektronické hudbě. Mezi tvůrce a hudební skupiny, pracující s statickou harmonií a dlouhými prodlevami patří např. La Monte Young, John Cale, Tony Conrad, Phill Niblock, Terry Riley, Klaus Schulze, Robert Fripp, Brian Eno, Theater of Eternal Music, The Velvet Underground, The Dream Syndicate, Kraftwerk, Tangerine Dream, Coil, Earth, Sunn O))), Aphex Twin a Biosphere.